# Ann Ferguson
Ann Ferguson (6 de marzo de 1938) es una filósofa feminista estadounidense. Es profesora emérita de Filosofía y Estudios de la Mujer en la Universidad de Massachusetts Amherst.
En 1964, Ann Ferguson, comenzó a desarrollar actividades académicas y científicas, en la Universidad de Massachusetts como instructora, mientras completaba el último año de  doctorando en Brown, bajo la supervisión de R.M. Chisolm con intereses académicos en ética, estética, estudios de la mujer y filosofía social y política. Así, ha estado involucrada políticamente en iniciativas de derechos humanos y justicia social desde la década de 1960, apoyando a organizaciones como "Feminist Aid to Central America", "Marxist Activist Philosophers", y la "Asociación de Filósofos Radicales". En 1995, Ferguson aceptó un período de tres años como Directora de Estudios de la Mujer, describiendo el programa como uno con las “raíces en el activismo político para combatir la injusticia social”. A pesar de su retiro en 2008, Ferguson continúa enseñando tanto en filosofía como en estudios de la mujer.
Desde 1995 hasta 2001, se desempeñó como directora de estudios de mujeres, de Amherst. Es muy conocida por su obra sobre teoría feminista.
En 2007, estableció la "Beca de Estudios de Género y Mujeres Ann Ferguson".
Su apoyo político para un socialismo democrático surgió de una participación sostenida con el movimiento de derechos civiles, el movimiento contra la guerra de Vietnam, la nueva izquierda y el movimiento de liberación de mujeres en los Estados Unidos.

## Obra

### Algunas publicaciones
- Ferguson, Ann (1986). Motherhood and Sexuality: Some Feminist Questions. Hypatia 1 (2):3 - 22. doi:10.1111/j.1527-2001.1986.tb00834.x.

- Ferguson, Ann (1989). Blood at the root: motherhood, sexuality and male dominance. London: Pandora. ISBN 9780044404453.

- Ferguson, Ann (1991). Sexual democracy: women, oppression, and revolution. Boulder, Colorado: Westview Press. pp. 293. ISBN 9780813307473.

- Ferguson, Ann (1997). Moral Responsibility and Social Change: A New Theory of Self. Hypatia 12 (3):116-141.

- Ferguson, Ann; Bar On, Bat-Ami (1998). Daring to be good: essays in feminist ethico-politics. New York: Routledge. ISBN 9780415915540.

- Ferguson, Ann (1998). Resisting the Veil of Privilege: Building Bridge Identities as an Ethico-Politics of Global Feminisms. Hypatia 13 (3):95 - 113.

- Ferguson, Ann; Nagel, Mechthild (2009). Dancing with Iris the philosophy of Iris Marion Young. Oxford New York: Oxford University Press. ISBN 9780195389111.

- Ferguson, Ann; Jónasdóttir, Anna G (2014). Love: a question for feminism in the twenty-first century. New York: Routledge Advances in Feminist Studies and Intersectionality. ISBN 9780415704298.